# استفانو پریزیو
استفانو پریزیو (انگلیسی: Stefano Prizio؛ زادهٔ ۳۱ مهٔ ۱۹۸۸) بازیکن فوتبال اهل ایتالیا است.
از باشگاه‌هایی که در آن بازی کرده‌است می‌توان به باشگاه فوتبال پرو ورچلی، باشگاه فوتبال دلفینو پسکارا، و باشگاه فوتبال مونتسا اشاره کرد.